# بامفانک ام‌سیز
بامفانک ام‌سیز (انگلیسی: Bomfunk MC's) گروه موسیقی هیپ‌هاپ فنلاندی بود که بین سال‌های ۱۹۹۸ تا ۲۰۰۵ فعالیت می‌کرد. مهم‌ترین ترانهٔ گروه، تک‌آهنگ «آزادکار» (Freestyler) نام دارد که سال ۱۹۹۹ منتشر شد.